# Новий Антонін
Новий Антонін (пол. Nowy Antonin) — село в Польщі, у гміні Фірлей Любартівського повіту Люблінського воєводства.
Населення — 382 особи (2011).

## Демографія
Демографічна структура станом на 31 березня 2011 року:
|          | Загалом | Допрацездатний вік | Працездатний вік | Постпрацездатний вік |
| -------- | ------- | ------------------ | ---------------- | -------------------- |
| Чоловіки | 197     | 42                 | 133              | 22                   |
| Жінки    | 185     | 38                 | 103              | 44                   |
| Разом    | 382     | 80                 | 236              | 66                   |